# Parlement national (Îles Salomon)
Pour les autres articles nationaux ou selon les autres juridictions, voir Parlement national.
12e législature
Bâtiment du Parlement national
Le Parlement national (en anglais : National Parliament) est l'organe législatif monocaméral des Îles Salomon.

## Système électoral
Les Îles Salomon sont un royaume du Commonwealth, dont les institutions politiques sont fondées sur le système de Westminster (britannique). Le Parlement est établi par la Constitution de 1978, adoptée en vue de l'indépendance du pays. Les députés sont élus pour quatre ans au suffrage universel direct, lors d'un scrutin uninominal majoritaire à un tour dans chacune des cinquante circonscriptions,.

## Fonctions
L'article 59-2 de la Constitution dispose qu'un projet de loi adopté par le Parlement est soumis au gouverneur général, « qui lui accorde immédiatement son assentiment » au nom du roi, promulguant la loi. La Constitution ne prévoit pas que le gouverneur général ou le roi puissent refuser d'accorder leur assentiment à une loi. La promulgation est ainsi automatique - disposition qui reflète une convention constitutionnelle britannique.
Le Premier ministre est élu par le Parlement parmi ses membres. Il nomme ses ministres parmi les députés. Il peut être démis par une motion de confiance au Parlement. Ainsi, en accord avec le modèle de Westminster, le Premier ministre n'exerce ses fonctions qu'aussi longtemps qu'il bénéficie de la confiance d'une majorité parlementaire.
En pratique, l'absence de grands partis politiques signifie qu'aucun parti ne peut obtenir une majorité de sièges, et que le Parlement est généralement composé de députés sans étiquette aux côtés de nombreux petits partis avec un faible nombre de sièges. En conséquence, les majorités sont formées par des coalitions instables, et les motions de confiance faisant chuter les gouvernements sont fréquentes au gré d'alliances fluctuantes.